# 1961년 대한민국
이 문서는 1961년 대한민국에서 일어난 사건을 다룬다.

## 재임자
제2공화국
- 대통령 : 윤보선
- 국무총리 : 장면 (~5월 18일)

국가재건최고회의
- 대통령: 윤보선
- 국가재건최고회의 의장 : 박정희 (5월 18일~)